# 3人の王の行列
3人の王の行列（さんにんのおうのぎょうれつ、フランス語：La Marche des Rois) とはフランス南部のプロヴァンス地方の民謡である。「王の行進」と呼ばれることもある。
この歌でいう「3人の王」とは新約聖書に登場する、イエス・キリストが誕生したときに彼のもとにやって来たとされる「東方の三博士」を指す。したがってこの歌は、フランスではクリスマスの歌として知られている。
その一方、日本ではキャンプソング『キャンプファイヤーの歌』（訳詞不明）として知られている。1969年に朝日ソノラマから発売された、テレビアニメ『ひみつのアッコちゃん』関連ソノシート『ひみつのアッコちゃん 夏休みうたのアルバム』では、「編曲：筒井広志」・「歌：ヤング・フレッシュ」で収録されている。
リュリの『テュレンヌ行進曲』はこの曲にもとづいている。
ビゼーの劇付随音楽「アルルの女」に含まれる「前奏曲」と「ファランドール」にこの民謡に基づくメロディーがある。